# Testerton
Testerton – wieś w Anglii, w hrabstwie Norfolk, w dystrykcie North Norfolk. Leży 35 km na północny zachód od Norwich i 160 km na północny wschód od Londynu.